# Shinwari (huyện)
Shinwari là một huyện thuộc tỉnh Parvan, Afghanistan. Dân số thời điểm năm 1999 là 29,134 người.